# 聖公會伍斯特教區
聖公會伍斯特教區（英語：Diocese of Worcester）是英格蘭教會坎特伯雷教省下面的一個教區。始於679年。
轄區包括伍斯特郡，西米德蘭茲郡和格洛斯特郡一部，座堂是伍斯特座堂，現任主教為約翰·英格。下分一個副主教區、兩個會吏長區及十二個會吏區，管理180個堂區。